# Nassaria miriamae
Nassaria miriamae is een slakkensoort uit de familie van de Buccinidae. De wetenschappelijke naam van de soort is voor het eerst geldig gepubliceerd in 1967 door Dell.